# Rexhep Meidani

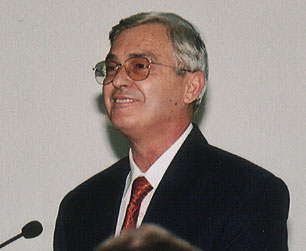
Rexhep Meidani (2001)

Rexhep Qemal Meidani (* 17. August 1944 in Tirana, Albanien) ist ein ehemaliger albanischer Politiker. Er war Präsident der Republik Albanien von 1997 bis 2002.
Meidani ist Physiker. Er schloss 1966 das Studium an der Universität von Tirana ab und machte später noch ein Nachdiplomstudium an der Universität Caen in Frankreich (1974). Bis 1996 war er Professor an der Universität von Tirana, unter anderem auch als Dekan der Naturwissenschaften.
Bei den ersten Mehrparteien-Wahlen in Albanien im Jahr 1991 war er Vorsitzender der zentralen Wahlkommission und in der Folge Mitarbeiter in der Regierung von Ramiz Alia. Ab 1992 engagierte er sich insbesondere für Menschenrechte. 1996 trat er der Sozialistischen Partei Albaniens (PS) bei.
Nach den Unruhen im Juni 1997 wurde Meidani bei den außerordentlichen Neuwahlen ins albanische Parlament gewählt. Dieses Parlament wählte ihn am 24. Juli 1997 zum Präsidenten. Seine Präsidentschaft zeichnet sich insbesondere durch die neue albanische Verfassung aus, die im November 1998 vom albanischen Volk angenommen wurde.
Im Jahr 2002 wurde er nicht wiedergewählt, da sich die Spitzen der PS und die Demokratische Partei (PD) auf Alfred Moisiu als neuen Präsidenten geeinigt hatten. Im Herbst 2003 kandidierte Meidani für den Vorsitz der PS, verlor jedoch gegen den langjährigen Vorsitzenden und Premier Albaniens Fatos Nano.